# Colom de màscara roja
El colom de màscara roja (Geophaps smithii) és una espècie d'ocell de la família dels colúmbids (Columbidae) que habita sabanes amb escassos arbres al nord d'Austràlia, localment al nord-est d'Austràlia Occidental i el nord del Territori del Nord.